# Fernand Combes
Pour les articles homonymes, voir Combes.
Charles Fernand Combes dit Fernand Combes, né le 4 août 1856 aux Herbiers et mort le 12 novembre 1943 à Saint-Denis-lès-Bourg, est un peintre, paysagiste et aquarelliste français.

## Biographie
D'origine vendéenne, Combes suit les cours de Henri Lehmann aux Beaux-Arts de Paris. 
Il expose pour la première fois au Salon des artistes français en 1888, montrant un paysage, Sous bois ; bords de l'Aumance en Bourbonnais. Par la suite, il expose au salon de la Société nationale des beaux-arts, en 1890, 1908, 1909 et 1910, essentiellement des aquarelles paysagières.
Durant la Première Guerre mondiale, il est peintre au front, produisant entre autres un album illustré, La Terre sacrée.

## Galerie

Œuvres de Fernand Combes
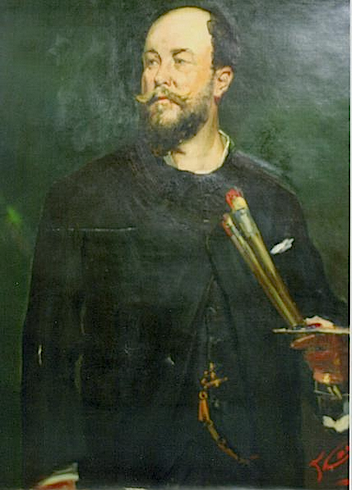
Fabien Henri Alasonière (1881), huile sur toile, musée de la Roche-sur-Yon[4].
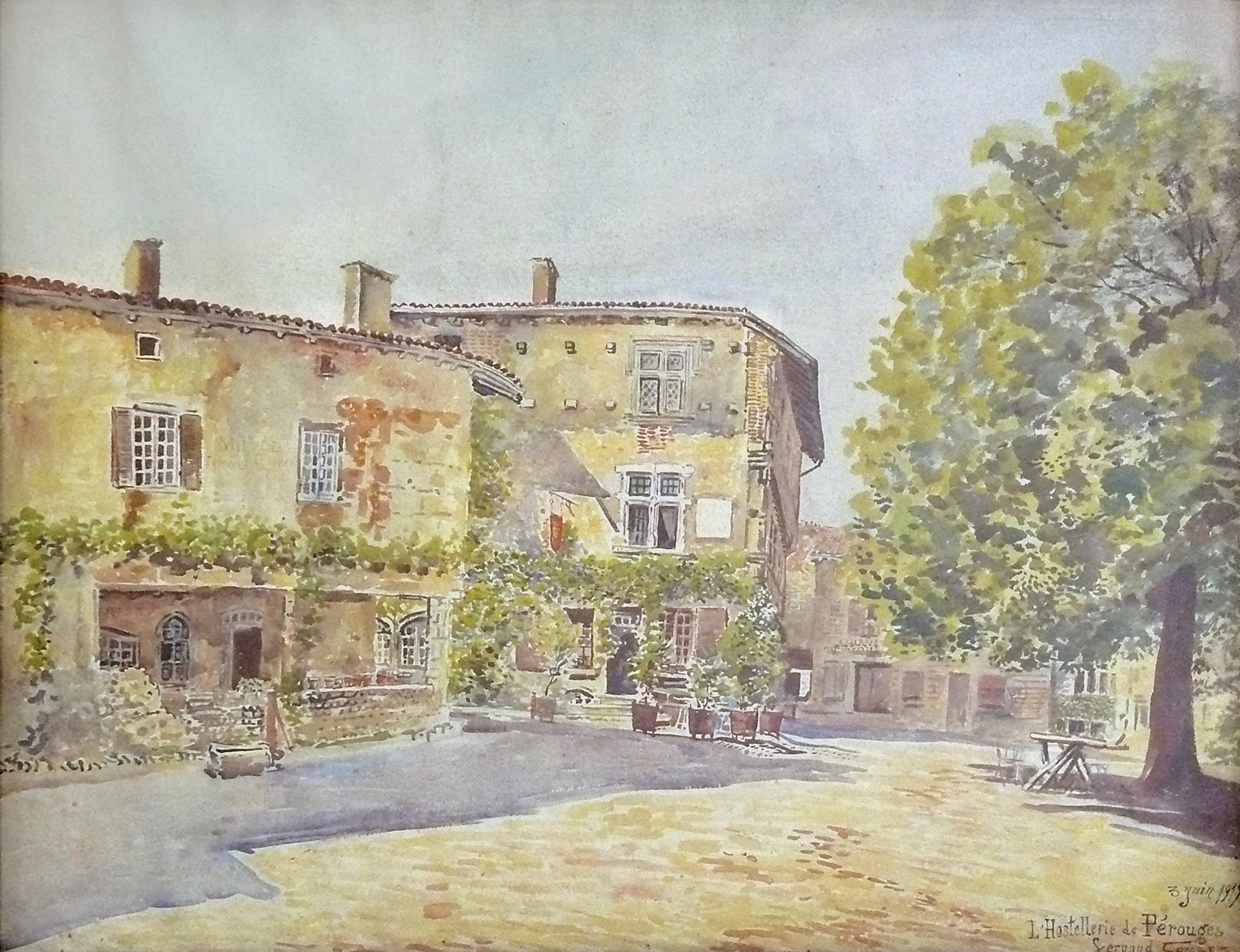
L'Hostellerie du Vieux Pérouges, aquarelle.
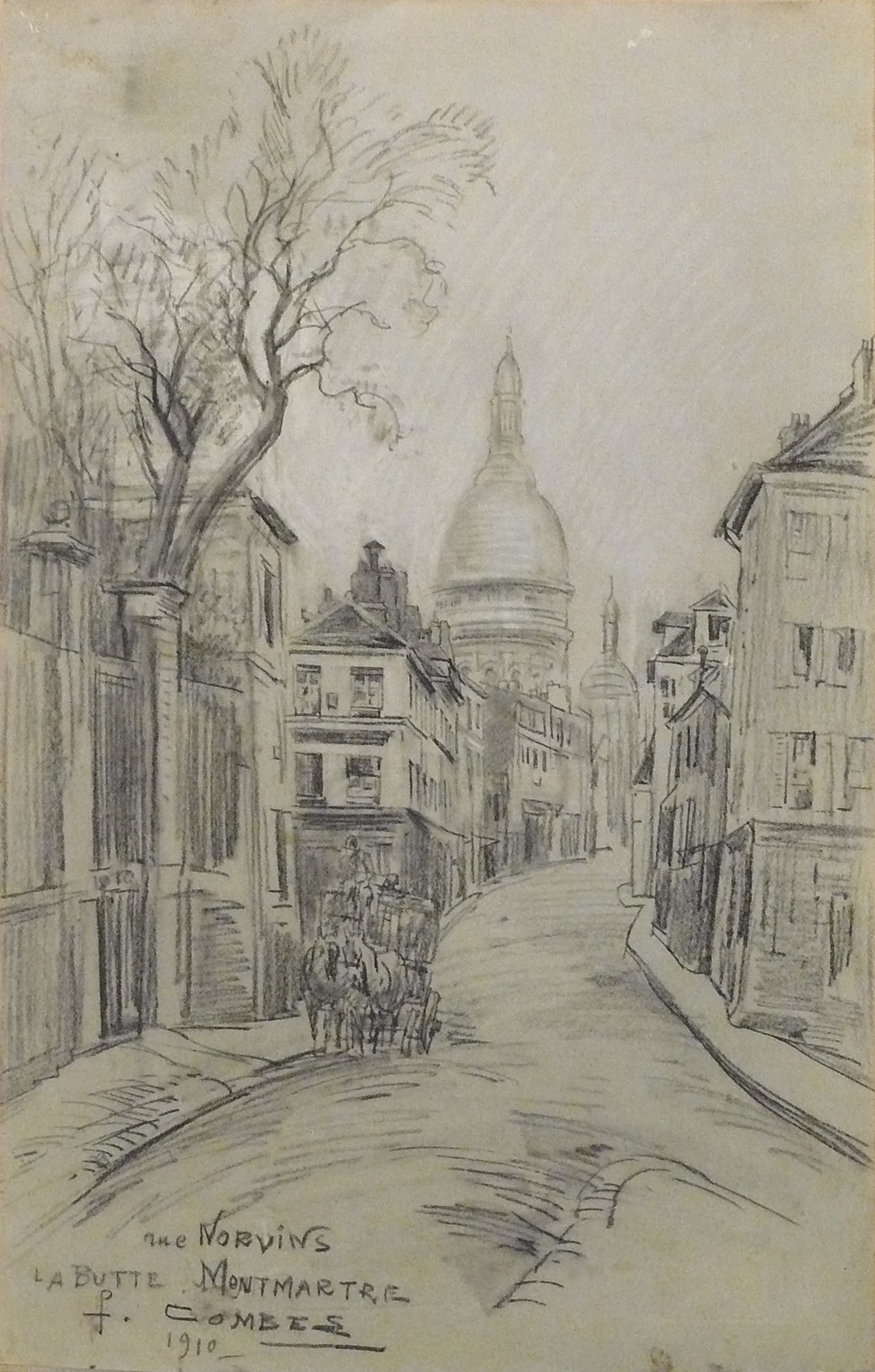
La Butte Montmartre, rue Norvins, fusain, 1910.